# 家政女學校
家政女學校，又稱實踐女學校或淑德女學校，為台灣日治時期女子教育的一環，當女子公學校或小學校畢業後可報考就讀，講授科目為修身、公民科、國史、國語、數學、家式裁縫、手藝、音樂、圖畫、體操等。

## 概要
1904年〈公學校規則改正〉下公學校女學生學習科目中增加了裁縫科，但在師資不足的情況下，裁縫科的學習內容主要為衣服的洗滌與保存法；1910年大橋捨三郎《臺灣公學校六個年程度裁縫科目教授細目案》，與1913年《公學校教授要目第二篇 農業科，裁縫及家事科》皆明確提出公學校裁縫科教學的教導項目與時程，:13-18教導內容多以實用為主，並會隨著公學校所教導地區的特性，來決定課程編撰要目。1922年新臺灣教育令發佈，公學校裁縫科教育宗旨崇尚素樸節省，學生裁縫多學習日常生活中可取到的材料，但裁縫教育仍就區分了臺式裁縫（後簡稱臺裁）、日式裁縫與洋裁，造成教學上的不便。:19
在高等女學校中也不乏對裁縫教育的學習，但因高等女學校的入學門檻較高，當時女子則可能選擇家政女學校前往就讀，1938年以後，家政女學校以非常快的速度增加，一直到1945年，共成立了30所左右的家政女學校。1942年時，家政女學校有日籍學生1,757名，臺籍學生3,944名，臺籍學生占壓倒性多數，但臺北、新竹、臺中、嘉義等市區的家政女學校，都是以日籍學生為多數。市區的家政女學校，經常是為了收容無法進入高等女學校的日籍女學生而設立。而其他約三分之二的家政女學校，設於農村地區，學生也以臺灣人女性居多，顯示農村臺籍女子升學意願提高。:20顯示無論市區、農村的臺籍女子皆對升學至家政女學校的意願極高，其中家政女學校中所學習的科目以「裁縫、家事」為主，甚至認為高等女學校教育與生活遊離，家政女學校教授實用技能，以便學生畢業後嫁人，可以立刻派上用場，:21對裁縫科目的訓練十分扎實，學生更可以自製學生制服，減輕家庭經濟負擔，甚至也作為見面禮贈送給學妹。:33
由吉見まつよ女士於1930年4月設立「ファロス（pharos）裁縫學園」，1934年得到臺北州認可的私立學校，改名為吉見裁縫學園。:33教授科目為修身、公民科、國語、數學、家事、裁縫、手藝、音樂、圖畫、體操等，最重要的是加入和裁與洋裁理論。:43此學園大多也作為無法就讀高等女學校，轉而至私立的學校唸書的選擇。

## 數量與分布
| 年分 | 日治時期校名     | 現在校名                                           |
| 1932 | 臺南女子技藝學校 | 國立臺南家齊高級中等學校                           |
|      | 臺南家政女學校   | 臺南市私立光華女子中學                             |
| 1934 | 嘉義女子技藝學校 | 嘉義市立嘉義國民中學                               |
| 1935 | 臺中家政女學校   | 臺中市立臺中家事商業高級中等學校                   |
| 1936 | 高雄女子技藝學校 | 高雄市立新興高級中學                               |
| 1937 | 臺北家政女學校   | 臺北市立金華國民中學                               |
|      | 員林家政女學校   | 國立員林高級中學                                   |
| 1938 | 東石實踐女學校   | 國立東石高級中學                                   |
|      | 曾文實踐女學校   | 國立曾文高級家事商業職業學校                       |
|      | 北港實踐女學校   | 雲林縣立北港國民中學                               |
|      | 豐原家政女學校   | 臺中市立豐原國民中學                               |
| 1939 | 基隆家政女學校   | 基隆市立銘傳國民中學                               |
|      | 斗六家政女學校   | 國立斗六高級家事商業職業學校                       |
|      | 虎尾家政女學校   | 國立虎尾高級中學                                   |
|      | 新營家政女學校   | 國立新營高級工業職業學校                           |
|      | 臺東家政女學校   |                                                    |
| 1940 | 中壢家政女學校   | 國立中央大學附屬中壢高級中學                       |
|      | 新竹家政女學校   | 新竹市立建華國民中學                               |
|      | 大甲家政女學校   | 臺中市立大甲高級中等學校                           |
|      | 彰化家政女學校   | 彰化縣立陽明國民中學                               |
|      | 新化家政女學校   |                                                    |
|      | 北門家政女學校   | 國立北門高級中學                                   |
| 1941 | 苗栗家政女學校   | 國立苗栗高級中學                                   |
|      | 桃園家政女學校   | 前身為桃園高中，後作為桃園市清潔隊所用，2015年拆除 |
|      | 花蓮港家政女學校 | 國立花蓮高級商業職業學校                           |
| 1942 | 北斗家政女學校   | 彰化縣北斗國中                                     |
|      | 旗山實踐女學校   | 高雄市立旗山國民中學                               |
|      | 潮州淑德女學校   | 國立潮州高級中學                                   |
| 1943 | 埔里家政女學校   | 南投縣立埔里國民中學                               |
|      | 屏東實踐女學校   |                                                    |
| 1944 | 修德實踐女學校   | 臺北市私立泰北高級中學                             |

上表為家政女學校的數量與分布，光復後學制使家整女學校多改制為職業學校，或是女子初中，隨後經歷政府興辦「省辦高中、市辦初中」的政策，以及1968年九年國教的開辦，使學校改名為國民中學。

## 其他

### 著名人物
1. 1929年轉學至蓬萊公學校的施素筠[8]
2. 臺南州立虎尾高等女學校的廖良美[3]:27
3. 就讀吉見裁縫學園的陳鳳藻與周佩芳女士[3]:46-47

### 教育書籍
1. 1939年臺灣總督府出版《第二年用公學校高等科裁縫手藝教授書》